# A-Punk
"A-Punk" é um single da banda de indie rock nova-iorquina Vampire Weekend, lançado em 28 de fevereiro de 2008. A banda estreou a música na televisão através do programa The Late Show, com David Letterman. Em outubro de 2011, o NME a classificou como 62 na sua lista "150 Melhores Faixas dos últimos 15 anos".

## Faixas
1. "A-Punk"
2. "Oxford Comma" (Rehearsal version)

## Desempenho nas tabelas musicais
| Chart (2008–2011)                                  | Peak position |
| -------------------------------------------------- | ------------- |
| Canadá (Billboard Rock)                            | 36            |
| Reino Unido (OCC UK Indie)                         | 12            |
| Reino Unido (UK Singles Chart)                     | 55            |
| Estados Unidos (Billboard Adult Alternative Songs) | 23            |
| Estados Unidos (Billboard Alternative Airplay)     | 25            |
| Estados Unidos (Bubbling Under Hot 100 Singles)    | 6             |
| US Pop 100 (Billboard)                             | 91            |

## Vendas e certificações
| Região                                                        | Certificação | Vendas     |
| ------------------------------------------------------------- | ------------ | ---------- |
| Canadá (Music Canada)                                         | 2× Platina   | 160,000‡   |
| Estados Unidos (RIAA)                                         | Platina      | 1,000,000‡ |
| Reino Unido (BPI)                                             | 2× Platina   | 1,200,000‡ |
| Nova Zelândia (RMNZ)                                          | Platina      | 30,000‡    |
| ‡vendas+valores de streaming baseados somente na certificação |              |            |